# Аршакян, Давид Рудольфович
Дави́д Рудо́льфович Аршакя́н (арм. Դավիթ Ռուդոլֆի Արշակյան; род. 16 августа 1994, Санкт-Петербург) — армянский футболист, нападающий белорусского клуба «Макслайн».

## Клубная карьера
С 6 лет занимался футболом в петербургской спортивной школе «Смена», затем в школе питерского «Локомотива». После окончания школы не подписал профессиональный контракт и выступал за любительские команды Санкт-Петербурга, также был на просмотре в московском «Локомотиве», «Крыльях Советов» и зарубежных клубах, в том числе «Нанте», «Сент-Этьене», «Лацио» и минском «Динамо».
Первым профессиональным клубом Аршакяна стала ереванская «Мика», в которую Давид перешёл перед началом сезона 2012/13. Дебютный матч в чемпионате Армении он сыграл 4 ноября 2012 года против «Гандзасара». В течение сезона Аршакян трижды появлялся на поле в матчах чемпионата и дважды в Кубке Армении, всё время выходя на замену в концовке матча, также выступал за вторую команду клуба в первой лиге. В составе ереванского клуба стал обладателем суперкубка Армении в сезоне 2012—2013. Данный титул является пока единственным в карьере нападающего. По окончании сезона футболист вернулся в Петербург. Летом 2014 года был на просмотре во второй команде «Тосно».
В 2015 году тренер Вальдас Урбонас пригласил Аршакяна в клуб «Тракай», выступающий в чемпионате Литвы. В составе «Тракая» Давид стал основным форвардом и уже трижды отличился хет-триком — 21 марта 2015 года в игре против «Утениса», 31 мая в матче с «Гранитасом» и 27 августа 2015 года в матче с «Шяуляем». В Лиге Европы УЕФА 2015/16 Аршакян принял участие во всех четырёх матчах своего клуба и забил 3 гола — все в ворота фарерского «Торсхавна».
3 августа 2016 года Аршакян перешёл в клуб MLS «Чикаго Файр», подписав контракт на два года с опцией продления ещё на два. Его дебют в американской лиге состоялся 27 числа того же месяца в матче против «Ди Си Юнайтед», в котором он вышел на замену вместо Михаэла де Леуа на 56-й минуте. В 2017 году Давид сыграл всего 27 минут, и по завершении сезона его контракт с клубом был расторгнут по взаимному согласию.
26 января 2018 года клуб датского первого дивизиона «Вайле» объявил о заключении с Аршакяном контракта со сроком действия до лета 2020 года.
В 2019 выступал за воронежский «Факел», сыграл 7 матчей, но не забил ни одного мяча. В 2020 году играл в клубе армянской Премьер-лиги «Арарат (Ереван)». За ереванский клуб Давид провёл 5 матчей и забил один гол. В сентябре 2020 года подписал контракт с омским клубом «Иртыш». В дебютном матче против «Волгаря» забил первый гол за новую команду. За омский коллектив Аршакян сыграл всего 6 игр и отметился единственным забитым мячом.
В дальнейшем был игроком литовского «Шяуляя», армянских клубов «Ван (футбольный клуб, Чаренцаван)», и ереванского ЦСКА.
20 августа 2024 года стал игроком белорусского «Макслайна».

## Карьера в сборной
В 2011 году Давид Аршакян вызывался на сборы юношеских сборных Армении (до 17 и до 19 лет).
С августа 2015 года вызывается в молодёжную сборную Армении.
За основную команду сборной Армении сыграл лишь однажды. Дебют Аршакяна произошёл в 2016 году в отборочном матче на чемпионат Европы против сборной Дании. Нападающий вышел на поле в стартовом составе и был заменён на 70-й минуте.